# سیارک ۱۰۷۸۹
سیارک ۱۰۷۸۹ (به انگلیسی: 10789 Mikeread، نامگذاری:1991VL10) ده هزار و هفتصد و هشتاد و نهمین سیارک کشف شده‌است که در ۵ نوامبر ۱۹۹۱ کشف شد.
قدر مطلق سیارک برابر ۱۳٫۸۰ است.